# Zabranjena ljubav (TV serija)
Zabranjena ljubav je prva hrvatska sapunica, snimana od 2004. do 2008. godine. Rađena je u produkciji Fremantle Media Hrvatska, prvobitno prema formatu australijske sapunice Sons and Daughters (1981—1987), da bi se kasnije razvila u originalnu priču. Radnja prati zabranjenu ljubav brata i sestre, blizanaca, razdvojenih po rođenju. Serija se bavila raznim kontroverznim pitanjima, kao što su incest, silovanje, homoseksualnost, preljuba i smrtonosne bolesti.
Prikazivanje je počelo 25. oktobra 2004. na tada novonastaloj RTL televiziji. U aprilu 2008, RTL televizija je obavestila gledaoce da se snimanje sapunice obustavlja, zbog pada gledanosti, te je 4. aprila 2008. prekinula emitovanje serije nakon 759. epizode. Međutim, serija se ipak nastavila snimati, te je 13. aprila iste godine objavljeno kako je uspešno završeno snimanje svih 805 epizoda. Preostalih 46 epizoda u Hrvatskoj premijerno su prikazane tek od 3. oktobra do 3. novembra 2011. godine na kanalu RTL 2.
U Srbiji, serija se od 21. januara 2019. do 30. januara 2020. godine prikazivala na kanalu Prva World.

## Sinopsis
Blizanci Petra Novak i Danijel Lončar, razdvojeni odmah nakon rođenja, ne znaju jedno za drugo, odrastaju u različitim porodicama, no povezuje ih snažan osećaj da im nešto nedostaje zbog čega njihov život nije potpun. Dvadeset godina kasnije sudbonosan susret budi nagomilane osećaje, Petra i Danijel se zaljubljuju i napokon pronalaze ono „nešto“ što im je nedostajalo ceo život. Međutim, kada se otkrije istina, njihova ljubav postaje zabranjena, uništava im snove, otkriva uznemirujuće tajne i budi dugo potiskivane strasti koje su ih razdirale. 
Pre dvadeset godina, kada je ostavila Josipa Lončara zbog aristokrata Stjepana Novaka, Viktorija je odabrala bogatstvo i sigurnost umesto ljubavi. Nikada je nije zabrinjavalo što je odmah nakon rođenja razdvojila svoga sina i kćer, te tako odlučila o njihovoj sudbini. 
Dok je Petra Novak živela laganim i privilegovanim životom, Danijel Lončar odgajan je u radničkoj porodici, a odnos između njega i oca bio je veoma buran. Kada ih sudbina spoji, Petra je pred udajom za čoveka kog ne voli, a Danijel osumnjičen za ubistvo koje nije počinio. 
Njihova snažna potreba jednoga za drugim dovodi dve porodice u sukob, uzrokujući razarajuća neprijateljstva i opasne opsesije. Petra i Danijel nalaze se na raskrsnici, da li se vredi boriti sa svojim osećajima ili treba prekršiti najveći društveni tabu. Josip se suočava sa ženom koja mu je uništila život, ugrožavajući stabilnost vlastite porodice. Tajna prošlosti sustiže Viktoriju, te dovodi u opasnost njeno bogatstvo, moć i status. Ničiji život više neće biti isti... 

## Uloge

### Glavne uloge
| Glumac           | Lik             | Sezone   | Sezone | Sezone   | Sezone   | Sezone   |
| Glumac           | Lik             | 1        | 2      | 3        | 4        | 5        |
| ---------------- | --------------- | -------- | ------ | -------- | -------- | -------- |
| Zoran Pribičević | Danijel Lončar  | Glavni   | Glavni |          |          |          |
| Anita Beriša     | Petra Novak     | Glavni   | Glavni | Glavni   | Epizodni | Epizodni |
| Sanja Vejnović   | Viktorija Novak | Glavni   |        |          |          |          |
| Velimir Čokljat  | Stjepan Novak   | Glavni   | Glavni | Glavni   |          |          |
| Mario Valentić   | Borna Novak     | Glavni   | Glavni | Glavni   | Glavni   | Glavni   |
| Antonija Šola    | Tina Bauer      | Glavni   | Glavni | Glavni   | Glavni   | Glavni   |
| Mario Mohenski   | Leon Bauer      | Glavni   |        |          |          |          |
| Marin Knežević   | Leon Bauer      | Glavni   | Glavni |          |          |          |
| Katja Zupčić     | Lidija Bauer    | Glavni   | Glavni | Epizodni |          |          |
| Marina Kostelac  | Vesna Kos       | Glavni   | Glavni |          |          |          |
| Petra Kurtela    | Lana Kos        | Glavni   | Glavni | Glavni   |          |          |
| Filip Riđički    | Matija Lončar   | Glavni   | Glavni | Epizodni |          |          |
| Ivan Martinec    | Ljubo Carević   | Glavni   | Glavni |          |          |          |
| Dejan Marcikić   | Igor Carević    | Glavni   | Glavni | Glavni   | Glavni   | Glavni   |
| Nada Roko        | Nada Barić      | Glavni   | Glavni | Glavni   | Glavni   | Glavni   |
| Mirna Medaković  | Maja Vuković    | Glavni   | Glavni |          |          |          |
| Marija Kobić     | Iva Lončar      | Glavni   | Glavni | Glavni   | Glavni   |          |
| Dražen Mikulić   | Josip Lončar    | Glavni   | Glavni | Epizodni |          |          |
| Vanja Matujec    | Biserka Lončar  | Glavni   | Glavni | Glavni   | Glavni   |          |
| Vesna Tominac    | Karolina Novak  | Glavni   | Glavni | Glavni   | Glavni   | Glavni   |
| Mirsad Tuka      | Zlatko Fijan    |          | Glavni | Glavni   |          |          |
| Jelena Perčin    | Ana Fijan       |          | Glavni | Glavni   | Epizodni |          |
| Mario Mlinarić   | Jakov Barišić   | Epizodni | Glavni | Glavni   | Epizodni | Epizodni |
| Marko Čabov      | Nikola Benčić   |          | Glavni | Glavni   | Glavni   |          |
| Jozo Šuker       | Antun Benčić    |          | Glavni | Glavni   | Glavni   | Glavni   |
| Robert Plemić    | Luka Laušić     |          |        | Glavni   | Glavni   | Glavni   |
| Vladimir Tintor  | Franjo Barišić  |          |        | Glavni   | Glavni   | Glavni   |
| Maja Petrin      | Dunja Barišić   |          |        | Glavni   | Glavni   | Glavni   |
| Zoran Gogić      | Jure Šarić      |          |        | Glavni   | Glavni   | Glavni   |
| Anđela Ramljak   | Marijana Benčić |          |        | Glavni   | Glavni   | Glavni   |
| Frano Lasić      | Marinko Ružić   |          |        | Glavni   | Glavni   | Glavni   |
| Danira Gović     | Angelina Kovač  |          |        | Epizodni | Glavni   | Glavni   |
| Lorena Nosić     | Mirna Šarić     |          |        |          | Glavni   | Glavni   |

### Gostujuće uloge
- Zijad Gračić kao Tomislav Kos (2004)
- Vjekoslav Janković kao Sebastijan Vidušić (2004-05)
- Ana Kralj kao Tihana (2004-06)
- Marina Nemet kao Marija Carević (2004-06)
- Matija Prskalo kao Stela Vidak (2004-06)
- Marko Torjanac kao Luka Pinjuh (2005)
- Ivana Affuso kao Nina Radić (2005)
- Ana Sofija Mužak kao Gala (2005)
- Žarko Savić kao Maksimilijan "Maks" Barić (2005)
- Mladen Čutura kao Šime (2005)
- Božidar Alić kao Jure Vuković (2005)
- Đorđe Kukuljica kao Mirko Delač (2005)
- Edo Vujić kao Dorijan Kralj (2005)
- Kostadinka Velkovska kao Sunčana Kralj (2005)
- Ana Takač kao Ema Kralj (2005)
- Saša Buneta kao Vlado Kovač (2005)
- Ana Gotovac kao Vlatka Kralik (2005)
- Slavko Brankov kao Đuro Cvarkeš (2005)
- Krunoslav Klobučar kao Marko Vuković (2005)
- Nika Gorenec kao Una Bogović (2005-06)
- Jadranka Krajina kao Štefica (2005-06)
- Alen Palinović kao Ivo Led (2005-06)
- Željko Duvnjak kao Milorad Žgurić (2005-06)
- Boštjan Veselić kao Branimir Pukšić (2005-06)
- Tomislav Martić kao Robert Denona (2005-06)
- Andrej Dojkić kao Aleksandar "Saša" Barić (2005-06)
- Vida Jerman kao Tamara Perišić (2005-07)
- Monika Nuši kao Dora Lončar (2005-07)
- Patricija Pleša kao Lucija Vidak (2006)
- Igor Golub kao Tomislav Vidak (2006)
- Nela Kočiš kao Dženifer Vidak (2006)
- Goran Manić kao Alan Giriček (2006)
- Mia Begović kao Barbara Drmić (2006)
- Filip Kleva kao Dejan Boban (2006)
- Lorena Nosić kao Sanda Mikšić (2006)
- Rea Asančić kao Darija Hodak (2006)
- Ino Janković kao Denis Majstorović / Boro (2006)
- Hamdija Seferović kao Mario Salaj (2006)
- Marica Vidušić kao Vanda (2006)
- Zdenko Jelčić kao Safet (2006)
- Inge Privora kao Tanja Tomas (2006)
- Željko Vukmirica kao Tihomir Kulaš (2006)
- Mayala Bracha kao Amani Lončar (2006)
- Iva Efendić kao Ruža Prč (2006)
- Luka Peroš kao Adrijan Tomas (2006)
- Ranko Stojić kao Mihael (2006)
- Angel Palašev kao Dugi (2006)
- Nenad Cvetko kao Konan (2006)
- Vlasta Ramljak kao Marija (2006)
- Bojana Guteša kao Tara Mars (2006)
- Vanda Božić kao Andrea Kirin (2006)
- Zoran Babić kao Zoran "Zoki" (2006-07)
- Anica Tomić kao Jana Šimić (2006-07)
- Rea Hadžiosmanović kao Irena (2006-07)
- Anela Kadić kao Goga (2006-07)
- Ivan Raić kao Domagoj (2006-07)
- Barbara Vicković kao Gabrijela Fijan (2006-07)
- Nada Abrus kao Valerija (2007)
- Robert Mareković kao Patrik Polić (2007)
- Goran Koši kao Charlie (2007)
- Franjo Kuhar kao Goran Vučić (2005, 2007)
- Željko Šestić kao Bruno Majetić (2007)
- Maja Nekić kao Filipa Budicin (2005-07)
- Andrija Tunjić kao Borislav Padovan (2007)
- Goran Vrbanić kao Tom Ružić (2007)
- Nebojša Borojević kao Miljenko Perišić (2005-07)
- Andrea Gubić kao Megi Majetić (2007-08)
- Šime Zanze kao Robi (2007-08)
- Gordana Šimić kao Sara Vukas (2007-08)
- Danilo Vukčević kao Mate Ljubić (2007-08)
- Martina Biljan kao Ljiljana Kušan (2008)
- Ozren Domiter kao Ivica Šarić (2008)
- Sandra Bagarić kao Eleonora Šarić (2008)
- Mario Lukajić kao Tom Ružić (2008)

### Posebna gostovanja
| Ime osobe         | Lik                         | Trajanje |
| ----------------- | --------------------------- | -------- |
| Neven Ciganović   | Neven Ciganović             | 2005.    |
| Ella Dvornik      | Ella Dvornik                | 2006.    |
| Tomislav Jelinčić | Tomislav Jelinčić           | 2006.    |
| Boris Mirković    | Boris Mirković              | 2006.    |
| Tatjana Jurić     | Tatjana Jurić               | 2006.    |
| Vanja Halilović   | Vanja Halilović             | 2006.    |
| Toše Proeski      | gost u restoranu „Kod Nane” | 2006.    |
| Mare Milin        | Mare Milin                  | 2006.    |
| Alen Vitasović    | Karlo Petković              | 2006.    |
| Fani Stipković    | Mia                         | 2007.    |

## Epizode
| Sezona | Sezona | Broj epizoda | Emitovanje         | Emitovanje        |
| Sezona | Sezona | Broj epizoda | Početak            | Kraj              |
| ------ | ------ | ------------ | ------------------ | ----------------- |
|        | 1      | 180          | 25. oktobar 2004.  | 1. jul 2005.      |
|        | 2      | 215          | 5. septembar 2005. | 30. jun 2006.     |
|        | 3      | 215          | 4. septembar 2006. | 29. jun 2007.     |
|        | 4      | 195          | 3. septembar 2007. | 3. novembar 2011. |

## Spoljašnje veze
- Zabranjena ljubav na sajtu  (jezik: engleski)
- Zvanični veb-sajt (arhivirano)